# ۹۱۵ (قمری)
۹۱۵ (قمری)، نهصد و پانزدهمین سال در گاهشماری هجری قمری است. اول محرم این سال برابر با اول مه سال ۱۵۰۹ میلادی است.

## رویدادها
- درگذشت امیر نجم رشتی سپهسالار و وکیل نفس نفیس همایون شاه اسماعیل یکم صفوی در تبریز و انتخاب نجم ثانی به جای او.

## درگذشتگان
- ۱۱ جمادی‌الاول - عبدالقادر بن حبیب صوفی و شاعر فلسطینی.